# GroundUP Music
 (juin 2024).
GroundUP Music (ou GroundUPmusic)  est un label américain connu pour ses enregistrements dans divers genres, notamment le jazz, la musique du monde, le folk, le rock et le gospel. Le label a été fondé en 2012 par Michael League pour accueillir son groupe Snarky Puppy. Depuis, la liste des artistes du label s'est élargie de plusieurs artistes et groupes étant liés à Snarky Puppy et/ou à des membres de ce groupe.
Le label parraine également le GroundUP Music Festival à Miami Beach, en Floride. Cet événement musical de février présente principalement des artistes qui enregistrent avec GroundUP music et des actes associés aux artistes GroundUPmusic.

## Organisation de Groundup Music Group LLC
Groundup Music Group LLC est un groupe de forme juridique "Limited Liability Company" indépendant et structuré qui chapeaute 4 filiales et 1 fondation :
- Groundup Music LLC : compagnie qui gère le label et la marque Groundup Music .
- Groundup Music Merchandising LLC : compagnie qui s’occupe de gestion et de la production du Merchandising.
- Groundup Music Foundation Inc : managée par Lena Koorse et Paul Lehr[6], elle est notamment chargée de l’organisation du festival de Miami. Elle vient d’ouvrir un bureau à Miami[6].
- Groundup Music Productions LLC : compagnie qui assure la production des artistes.
- Groundup Music Publishing LLC : compagnie de Michael League qui gère les publications et les droits des œuvres musicales.

## Philosophie et choix des artistes
Selon Michael League, leader du groupe Snarky Puppy et président de GroundUP, le label est en train de devenir une oasis pour les artistes dans le monde en constante évolution de la musique indépendante : « Nos objectifs sont de maintenir le commerce de la musique à l'écart de la musique, de donner à chaque artiste les outils dont il a besoin pour réussir ses tournées et vendre ses disques sur la route, et de faire correspondre chaque groupe à son public idéal", explique Michael League. "GroundUP est extérieurement indépendant des restrictions de genre, de style ou de géographie. L'éthique de base du label est que si ça sonne bien, les gens vont écouter. ».

## GroundUP Music Festival
Dirigé par Michael League, fondateur de Snarky Puppy, et le PDG de GroundUP, Paul Lehr, qui a organisé le festival annuel Miami Beach et avec son partenaire de production The Rhythm Foundation qui gère l’espace "North Beach Bandshell, les deux premières années du festival de musique GroundUP (2017 et 2018) ont attiré annuellement près de 8 000 + participants :
- 60 % du public du festival venaient de 40 États américains
- 40 % du public du festival venaient de pays du monde entier[7].

En raison de cet attrait international, GroundUP Festival a souvent été appelé Art Basel de la musique. Les fans viennent assister aux représentations et échanger de près avec les artistes dans les ateliers intimistes et les accompagnent tout au long du week-end dans le vaste complexe du festival en front de mer. Snarky Puppy, qui a remporté de nombreux Grammy Awards, joue des sets quotidiens (3 soirées), et sert de tremplin live à d’autres musiciens à découvrir.
Le Festival se tient début février annuellement à la "North Beach Bandshell" de Miami Beach, Floride.
Salué comme étant « l’un des 10 meilleurs événements musicaux » de l’année à Miami, le festival de musique GroundUP veut se distinguer des autres festivals : centré sur l’artiste et axé sur le public, avec une jauge quotidienne intimiste d’environ 2 000 personnes, pas de superposition de décors, excellente acoustique dans un petit théâtre en plein air Beach / ocean où le public a toujours beaucoup d’espace avec la "vue sur le large". Chaque festivalier peut interagir à titre personnel avec les artistes du festival présentés qui donnent des masters classes et passent du temps avec leurs fans tout le week-end.
- 3e édition en février 2019[8]. « Il était facile pour les participants de s'adonner à une variété de musiques qu'ils n'auraient peut-être jamais pensé à essayer par eux-mêmes. Des sons marocains d'Innov Gnawa et du percussionniste brésilien PRD Mais aux chanteurs-compositeurs canadiens The O'Pears et à l'emblématique "David Crosby's Lighthouse Band", en passant par la déesse du jazz/R&B Lalah Hathaway et le multi-instrumentiste, chanteur (et siffleur) Andrew Bird, le trio de fusion dulcimer House of Waters et le funky funky de Tank and the Bangas, les festivaliers de 2019 ont pu goûter à une grande variété de musiques. »[8]

- 4e édition en février 2019[9]. « Parmi les points forts du programme de cette année, citons le chanteur et compositeur Michael McDonald, qui a revisité de vieux succès…; le batteur Brian Blade et le Fellowship Band, qui a offert un "masterclass" sur le récit musical et le jeu d'ensemble tout en faisant en sorte que cela semble facile ; et la chanteuse Cécile McLorin Salvant,… accompagnée seulement de Sullivan Fortner au piano - et qui a réussi à ensorceler le public de l'après-midi. Chris Potter, artiste en résidence au festival de musique GroundUP 2020… le mandoliniste brésilien Hamilton de Holanda, qui a fait des apparitions étonnantes à la tête de son propre quartet et avec Snarky Puppy. »[9]

## Artistes publiés par GroundUP Music
- Banda Magda
- Breastfist
- Bokanté
- Roosevelt Collier
- David Crosby
- Alina Engibaryan
- Forq
- Magda Giannikou & Banda Magda
- The Funky Knuckles
- Cory Henry
- House of Waters
- Charlie Hunter
- Bill Laurance
- Mark Lettieri
- Maz
- PRD Mais
- Snarky Puppy
- Sirintip
- Justin Stanton
- Becca Stevens
- Michelle Willis
- Lucy Woodward

## liens externes
- (en) groundupmusic.net, site officiel.